# Wiley Mayne

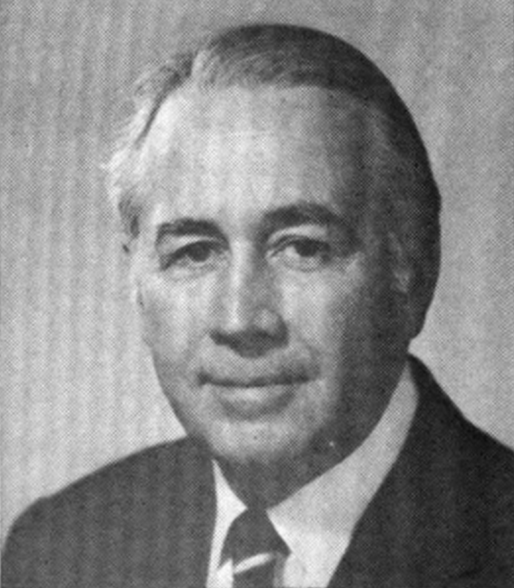
Wiley Mayne

Wiley Mayne (* 19. Januar 1917 in Sanborn, O’Brien County, Iowa; † 27. Mai 2007 in Sioux City, Iowa) war ein US-amerikanischer Politiker. Zwischen 1967 und 1975 vertrat er den Bundesstaat Iowa im US-Repräsentantenhaus.

## Werdegang
Wiley Mayne besuchte die öffentlichen Schulen seiner Heimat. Danach studierte er bis 1938 an der Harvard University. Nach einem anschließenden Jurastudium an der gleichen Universität und an der Iowa Law School sowie seiner im Jahr 1941 erfolgten Zulassung als Rechtsanwalt begann er in  seinem neuen Beruf zu praktizieren. Zwischen 1941 und 1943 arbeitete Mayne als Ermittler für das FBI. Danach diente er von 1943 bis 1946 während des Zweiten Weltkrieges in der US Navy. Dabei wurde er im Atlantik, im Mittelmeer und im Pazifik an Bord eines Zerstörers eingesetzt. Nach dem Krieg arbeitete er in Sioux City in einer Gemeinschaftskanzlei als Rechtsanwalt. In den Jahren 1956 bis 1960 war er mit der Vereinheitlichung der Gesetze des Staates Iowa befasst. Von 1963 bis 1964 war er Vorsitzender der Anwaltskammer von Iowa. Zwischen 1964 und 1966 war er auch Vorsitzender der Berufungskommission am Obersten Gerichtshof des Staates.
Politisch war Mayne Mitglied der Republikanischen Partei. 1966 wurde er im sechsten Wahlbezirk von Iowa in das US-Repräsentantenhaus in Washington, D.C. gewählt. Dort trat er am 3. Januar 1967 die Nachfolge von Stanley L. Greigg von der Demokratischen Partei an, den er bei den Wahlen geschlagen hatte. Nach drei Bestätigungen konnte er bis zum 3. Januar 1975 vier zusammenhängende Legislaturperioden im Kongress absolvieren. Er war Mitglied im Rechts- und im Landwirtschaftsausschuss. In diese Zeit fielen unter anderem das Ende des Vietnamkriegs, die erste Mondlandung und die Watergate-Affäre. Außerdem wurden damals der 24. und der 25. Verfassungszusatz beraten und verabschiedet. Im Jahr 1973 war er amerikanischer Delegierter bei der Food and Agricultural Organization in Rom.
Maynes politischer Abstieg begann mit seinem Verhalten in der Watergate-Affäre. Er war einer von zehn republikanischen Kongressabgeordneten, die sich weigerten, dem Amtsenthebungsverfahren gegen Präsident Richard Nixon zuzustimmen, weil seiner Meinung nach nicht genug Beweismaterial vorlag. Das kostete ihn im Jahr 1974 die Wiederwahl. Daran änderte auch seine Kehrtwendung in dieser Frage nichts mehr. Nach dem Ende seiner Zeit im Repräsentantenhaus arbeitete Mayne wieder als Anwalt in Sioux City. Er war auch Präsident der symphonischen Vereinigung von Sioux City sowie Kurator und Kirchenältester der First Presbyterian Church. Wiley Mayne starb im Mai 2007 in Sioux City. Er war seit 1942 mit Betty Dodson verheiratet, mit der er drei Kinder hatte.